# Radebeul
Radebeul är en stad i östra Tyskland, belägen i Landkreis Meissen i förbundslandet Sachsen, omkring 10 km nordväst om storstaden Dresdens centrum. Staden har status av Grosse Kreisstadt och är med cirka 34 000 invånare den folkrikaste staden i Landkreis Meissen. Radebeul är idag känt för sin vinodling och som en av de mer välmående villaförstäderna till Dresden.

## Geografi
Radebeul tillhör Dresdens storstadsområde och ligger vid vinodlingsområdet Lössnitz norr om Elbe, omedelbart nordväst om Dresdens stadsgräns.
En av stadsdelarna är Naundorf.

## Historia
Vinodling finns skriftligt belagt i området Lössnitz sedan 1271 och i Radebeul finns flera historiska vingods. Staden bestod fram till 1800-talet av flera mindre byar och växte fram i samband med industrialiseringen av regionen omkring Elbe och järnvägsanslutningen på 1870-talet. Radebeul fick stadsrättigheter 1924 och slogs samman med grannstaden Kötzschenbroda 1935.

## Kända Radebeulbor
- Angelika Handt (född 1954), friidrottare.
- Harald Hauswald (född 1954), fotograf.
- Karl May (1842-1912), född Carl Friedrich May, bästsäljande äventyrsromanförfattare, levde under många år i Radebeul och är begravd i staden.
- Paul Merker (1894-1969), kommunistisk politiker och partifunktionär.
- Robert Nuck (född 1983), kanotist.
- Konrad Petzold (1930-1999), filmregissör.
- Elise Polko (1823-1899), operasångerska och lyriker.
- Lothar Schmid (1928-2013), förläggare och schackspelare.
- Silvio Schröter (född 1978), fotbollsspelare.
- Walter Steinbeck (1878-1942), skådespelare.
- Annegret Strauch (född 1968), tävlingsroddare.
- Ernst Ziller (1837-1923), arkitekt och arkeolog.